# Patrera puta
Patrera puta är en spindelart som först beskrevs av O. Pickard-Cambridge 1896.  Patrera puta ingår i släktet Patrera och familjen spökspindlar.
Artens utbredningsområde är Costa Rica. Inga underarter finns listade i Catalogue of Life.